# National Women’s Soccer League 2016
Die National Women’s Soccer League 2016 war die vierte Saison der US-amerikanischen Frauenfußballliga National Women’s Soccer League. Die reguläre Saison begann am 16. April und endete am 25. September 2016. Daran schloss sich ein Play-off mit den vier besten Teams der Saison an, welche in zwei Halbfinals sowie einem Finale die NWSL-Meisterschaft ausspielten. Titelverteidiger war der FC Kansas City, der sich den NWSL-Titel zum zweiten Mal in Folge hatte sichern können.
Aufgrund der im August ausgetragenen Olympischen Spiele in Rio de Janeiro legte der Spielbetrieb zwischen 1. und 25. August eine Pause ein, zudem wurde das Ende der Spielzeit im Vergleich zu den Vorjahren nochmals nach hinten verschoben.
Erstplatzierter nach der regulären Saison und damit Gewinner des NWSL Shield wurde erstmals in der Geschichte der Franchise der Portland Thorns FC. Zudem konnten sich die Chicago Red Stars (wie im Vorjahr) und Washington Spirit (wie 2014 und 2015) sowie zum ersten Mal wieder nach der Finalniederlage 2013 Western New York Flash für die Play-offs qualifizieren. Der Titelverteidiger FC Kansas City belegte nur den sechsten Platz und verpasste damit die Play-offs.
Beide Halbfinals wurden erst in der Verlängerung entschieden; Washington setzte sich mit 2:1 gegen Chicago durch, Portland verlor sein Heimspiel gegen Western New York mit 3:4. Im Finale trafen somit Washington und Western New York aufeinander. Dieses wurde erstmals im Elfmeterschießen entschieden, in dem sich Western New York mit 3:2 den Titel sichern konnte.

## Franchises und Spielstätten
An der Saison 2016 nahmen die neun Franchises der Vorsaison teil; hinzu kamen die neugegründeten Orlando Pride als zweite Erweiterung des NWSL-Teilnehmerfeldes nach den Houston Dash, die der Liga 2014 beigetreten waren. Die Chicago Red Stars zogen zur Saison 2016 vom Sports Complex at Benedictine University in Lisle in den deutlich größeren Toyota Park um.
| Franchise              | Ort                             | Stadion                  | Kapazität |
| ---------------------- | ------------------------------- | ------------------------ | --------- |
| Boston Breakers        | Boston, Massachusetts           | Jordan Field             | 4.700     |
| Chicago Red Stars      | Bridgeview, Illinois            | Toyota Park              | 22.000    |
| Houston Dash           | Houston, Texas                  | BBVA Compass Stadium     | 7.000     |
| FC Kansas City         | Kansas City, Missouri           | Swope Soccer Village     | 3.557     |
| Orlando Pride          | Orlando, Florida                | Camping World Stadium    | 60.219    |
| Portland Thorns FC     | Portland, Oregon                | Providence Park          | 21.144    |
| Seattle Reign FC       | Seattle, Washington             | Memorial Stadium         | 6.000     |
| Sky Blue FC            | Piscataway Township, New Jersey | Yurcak Field             | 5.000     |
| Washington Spirit      | Washington, D.C.                | Maryland SoccerPlex      | 5.126     |
| Western New York Flash | Elma, New York                  | Rochester Rhinos Stadium | 13.768    |

| Breakers |

| Red Stars |

| Dash |

| Kansas City |

| Pride |

| Thorns |

| Reign |

| Sky Blue |

| Spirit |

| Flash |

| Breakers |

| Red Stars |

| Dash |

| Kansas City |

| Pride |

| Thorns |

| Reign |

| Sky Blue |

| Spirit |

| Flash |

## Spielerinnen
Vor der Saison erfolgte bei der sogenannten Player Allocation die Zuweisung von Nationalspielerinnen der Vereinigten Staaten und Kanadas an die zehn teilnehmenden Franchises. Der mexikanische Verband stellte erstmals in der Geschichte der NWSL keine Spielerinnen ab. Zudem trat zur Saison 2016 ein neuer Mechanismus zur Verteilung weiterer potentieller US-Nationalspielerinnen in Kraft:
→ National Women’s Soccer League 2015/Player Allocation
Daran schloss sich eine sogenannte Draft-Runde an, in der die Teams College-Spielerinnen unter Vertrag nehmen konnten:
→ National Women’s Soccer League 2015/College-Draft

## Modus
In der regulären Saison absolvierte jedes Team insgesamt 20 Spiele, davon je zehn Heim- und Auswärtsspiele. Jedes der 10 Teams trug zunächst gegen jedes andere je ein Heimspiel und ein Auswärtsspiel aus; gegen einen Lokalrivalen absolvierte jedes Teams je ein zusätzliches Heim- und Auswärtsspiel.
Die vier am Ende der Saison bestplatzierten Teams qualifizierten sich für die Play-offs.

## Statistiken

### Tabelle
| Pl. | Verein                 | Sp. | S  | U | N  | Tore    | Diff. | Punkte |
| --- | ---------------------- | --- | -- | - | -- | ------- | ----- | ------ |
| 1.  | Portland Thorns FC     | 20  | 12 | 5 | 3  | 035:190 | +16   | 41     |
| 2.  | Washington Spirit      | 20  | 12 | 3 | 5  | 030:210 | +9    | 39     |
| 2.  | Chicago Red Stars      | 20  | 9  | 6 | 5  | 024:200 | +4    | 33     |
| 4.  | Western New York Flash | 20  | 9  | 5 | 6  | 040:260 | +14   | 32     |
| 5.  | Seattle Reign FC       | 20  | 8  | 6 | 6  | 029:210 | +8    | 30     |
| 6.  | FC Kansas City         | 20  | 7  | 5 | 8  | 018:200 | −2    | 26     |
| 7.  | Sky Blue FC            | 20  | 7  | 5 | 8  | 024:300 | −6    | 26     |
| 8.  | Houston Dash           | 20  | 6  | 4 | 10 | 029:290 | ±0    | 22     |
| 9.  | Orlando Pride          | 20  | 6  | 1 | 13 | 020:300 | −10   | 19     |
| 10. | Boston Breakers        | 20  | 3  | 2 | 15 | 014:470 | −33   | 11     |

### Ergebnisse
Die Spiele sind für jede Mannschaft in chronologischer Reihenfolge angegeben, die Ergebnisse zeilenweise jeweils aus Sicht der entsprechenden Mannschaft.
| Mannschaft                   | Spiel | Spiel | Spiel | Spiel | Spiel | Spiel | Spiel | Spiel | Spiel | Spiel | Spiel | Spiel | Spiel | Spiel | Spiel | Spiel | Spiel | Spiel | Spiel | Spiel |
| Mannschaft                   | 1     | 2     | 3     | 4     | 5     | 6     | 7     | 8     | 9     | 10    | 11    | 12    | 13    | 14    | 15    | 16    | 17    | 18    | 19    | 20    |
| ---------------------------- | ----- | ----- | ----- | ----- | ----- | ----- | ----- | ----- | ----- | ----- | ----- | ----- | ----- | ----- | ----- | ----- | ----- | ----- | ----- | ----- |
| Boston Breakers (BOS)        | WAS   | SEA   | POR   | CHI   | NJ    | KC    | WNY   | WAS   | CHI   | WNY   | SEA   | ORL   | NJ    | ORL   | KC    | HOU   | POR   | WNY   | HOU   | WNY   |
| Boston Breakers (BOS)        | 0:1   | 0:3   | 0:1   | 0:1   | 0:1   | 1:0   | 0:4   | 1:1   | 0:3   | 1:7   | 0:2   | 1:2   | 2:3   | 1:0   | 2:0   | 1:3   | 1:5   | 2:2   | 1:4   | 0:4   |
| Chicago Red Stars (CHI)      | HOU   | WNY   | ORL   | BOS   | KC    | SEA   | NJ    | POR   | BOS   | POR   | WNY   | WAS   | ORL   | HOU   | KC    | NJ    | SEA   | KC    | KC    | WAS   |
| Chicago Red Stars (CHI)      | 1:3   | 1:0   | 1:0   | 1:0   | 0:0   | 2:1   | 1:1   | 1:1   | 3:0   | 0:2   | 0:2   | 0:2   | 1:0   | 1:1   | 1:0   | 3:1   | 2:2   | 2:3   | 0:0   | 3:1   |
| Houston Dash (HOU)           | CHI   | ORL   | NJ    | KC    | WAS   | ORL   | SEA   | KC    | ORL   | NJ    | POR   | CHI   | WNY   | WAS   | WNY   | BOS   | ORL   | POR   | BOS   | SEA   |
| Houston Dash (HOU)           | 3:1   | 1:3   | 0:0   | 2:1   | 0:1   | 0:1   | 0:1   | 0:1   | 0:1   | 0:1   | 3:0   | 1:1   | 3:3   | 1:21  | 2:2   | 3:1   | 4:2   | 0:3   | 4:1   | 2:3   |
| FC Kansas City (KC)          | WNY   | POR   | SEA   | HOU   | CHI   | BOS   | ORL   | NJ    | HOU   | SEA   | WAS   | POR   | WAS   | WNY   | CHI   | BOS   | NJ    | CHI   | CHI   | ORL   |
| FC Kansas City (KC)          | 0:1   | 1:1   | 0:1   | 1:2   | 0:0   | 0:1   | 2:0   | 1:1   | 1:0   | 0:0   | 0:2   | 2:1   | 2:3   | 1:0   | 0:1   | 0:2   | 2:1   | 3:2   | 0:0   | 2:1   |
| Orlando Pride (ORL)          | POR   | HOU   | CHI   | SEA   | WNY   | HOU   | KC    | WNY   | WAS   | HOU   | POR   | BOS   | CHI   | SEA   | BOS   | WAS   | HOU   | NJ    | NJ    | KC    |
| Orlando Pride (ORL)          | 1:2   | 3:1   | 0:1   | 2:0   | 1:0   | 1:0   | 0:2   | 0:1   | 0:2   | 1:0   | 1:2   | 2:1   | 0:1   | 2:5   | 0:1   | 1:2   | 2:4   | 1:1   | 1:2   | 1:2   |
| Portland Thorns FC (POR)     | ORL   | KC    | BOS   | WAS   | SEA   | WAS   | SEA   | CHI   | WNY   | CHI   | ORL   | NJ    | KC    | HOU   | SEA   | SEA   | BOS   | HOU   | WNY   | NJ    |
| Portland Thorns FC (POR)     | 2:1   | 1:1   | 1:0   | 0:0   | 1:1   | 4:1   | 0:0   | 1:1   | 2:0   | 2:0   | 2:1   | 2:1   | 1:2   | 0:3   | 1:0   | 1:3   | 5:1   | 3:0   | 3:2   | 3:1   |
| Seattle Reign FC (SEA)       | NJ    | BOS   | KC    | ORL   | POR   | CHI   | POR   | HOU   | NJ    | KC    | BOS   | WNY   | WNY   | ORL   | POR   | POR   | CHI   | WAS   | WAS   | HOU   |
| Seattle Reign FC (SEA)       | 1:2   | 3:0   | 1:0   | 0:2   | 1:1   | 1:2   | 0:0   | 1:0   | 0:0   | 0:0   | 2:0   | 2:3   | 1:1   | 5:2   | 0:1   | 3:1   | 2:2   | 1:2   | 2:0   | 3:2   |
| Sky Blue FC (NJ)             | SEA   | WAS   | HOU   | WNY   | BOS   | WNY   | CHI   | KC    | SEA   | WAS   | POR   | HOU   | BOS   | WAS   | WAS   | CHI   | KC    | ORL   | ORL   | POR   |
| Sky Blue FC (NJ)             | 2:1   | 1:2   | 0:0   | 1:2   | 1:0   | 2:5   | 1:1   | 1:1   | 0:0   | 2:1   | 1:2   | 1:0   | 3:2   | 1:0   | 1:3   | 1:3   | 1:2   | 1:1   | 2:1   | 1:3   |
| Washington Spirit (WAS)      | BOS   | NJ    | WNY   | POR   | HOU   | POR   | BOS   | ORL   | NJ    | KC    | CHI   | KC    | NJ    | NJ    | HOU   | ORL   | WNY   | SEA   | SEA   | CHI   |
| Washington Spirit (WAS)      | 1:0   | 2:1   | 3:0   | 0:0   | 1:0   | 1:4   | 1:1   | 2:0   | 1:2   | 2:0   | 2:0   | 3:2   | 0:1   | 3:1   | 2:11  | 2:1   | 1:1   | 2:1   | 0:2   | 1:3   |
| Western New York Flash (WNY) | KC    | CHI   | WAS   | NJ    | ORL   | NJ    | BOS   | ORL   | POR   | BOS   | CHI   | SEA   | SEA   | KC    | HOU   | HOU   | WAS   | BOS   | POR   | BOS   |
| Western New York Flash (WNY) | 1:0   | 0:1   | 0:3   | 2:1   | 0:1   | 5:2   | 4:0   | 1:0   | 0:2   | 7:1   | 2:0   | 3:2   | 1:1   | 0:1   | 3:3   | 2:2   | 1:1   | 2:2   | 2:3   | 4:0   |

1 Das Spiel wurde am 27. Mai aufgrund eines aufziehenden Gewitters abgesagt und später auf den 18. August verlegt.
| Legende   | Legende       | Legende | Legende       | Legende    |
| --------- | ------------- | ------- | ------------- | ---------- |
| Heimspiel | Auswärtsspiel | Sieg    | Unentschieden | Niederlage |

### Torschützinnenliste
| Platz | Spielerin          | Verein                 | Anzahl |
| ----- | ------------------ | ---------------------- | ------ |
| 1     | Kealia Ohai        | Houston Dash           | 11     |
|       | Lynn Williams      | Western New York Flash | 11     |
| 3     | Jessica McDonald   | Western New York Flash | 10     |
| 4     | Nadia Nadim        | Portland Thorns FC     | 9      |
| 5     | Shea Groom         | FC Kansas City         | 8      |
|       | Christen Press     | Chicago Red Stars      | 8      |
| 7     | Sofia Huerta       | Chicago Red Stars      | 7      |
|       | Manon Melis        | Seattle Reign FC       | 7      |
| 9     | Kristen Edmonds    | Orlando Pride          | 6      |
|       | Kim Little         | Seattle Reign FC       | 6      |
|       | Allie Long         | Portland Thorns FC     | 6      |
|       | Christine Sinclair | Portland Thorns FC     | 6      |

### Zuschauertabelle
|     | Verein                   | Zuschauer | pro Spiel | Auslastung |
| --- | ------------------------ | --------- | --------- | ---------- |
| 1.  | Portland Thorns FC       | 169.449   | 16.945    | 080,1 %    |
| 2.  | Orlando Pride            | 87.851    | 8.785     | 014,6 %    |
| 3.  | Houston Dash             | 56.963    | 5.696     | 081,4 %    |
| 4.  | Seattle Reign FC         | 46.018    | 4.602     | 076,7 %    |
| 5.  | Western New York Flash 1 | 38.683    | 3.868     | 028,9 %    |
| 6.  | Washington Spirit        | 37.817    | 3.782     | 073,8 %    |
| 7.  | Boston Breakers          | 35.704    | 3.570     | 076 %      |
| 8.  | FC Kansas City 2         | 31.624    | 3.162     | 069,2 %    |
| 9.  | Chicago Red Stars        | 30.045    | 3.005     | 015 %      |
| 10. | Sky Blue FC              | 21.621    | 2.162     | 043,2 %    |

## NWSL Championship Play-offs
Die vier bestplatzierten Mannschaften der regulären Saison qualifizierten sich für die Play-offs.

### Halbfinale
Die Halbfinalspiele fanden am 30. September und 2. Oktober 2016 statt. Washington setzte sich durch Tore von Alexandra Krieger und Francisca Ordega in der Verlängerung mit 2:1 gegen Chicago durch, für das Christen Press den zwischenzeitlichen Ausgleich erzielen konnte.
Portland verlor vor der Play-off-Rekordkulisse von 20.086 Zuschauern im Providence Park gegen Western New York mit 3:4 nach Verlängerung. Für Western New York trafen Samantha Mewis und Makenzy Doniak in der 1. Halbzeit. Christine Sinclair konnte noch vor dem Seitenwechsel den Anschluss herstellen und Emily Sonnett erzielte den Ausgleich. In der Verlängerung sorgte Lynn Williams mit einem Doppelpack für die Entscheidung, Lindsey Horan erzielt für Portland nur noch den Anschlusstreffer.
|                    | Ergebnis             |                        |
| ------------------ | -------------------- | ---------------------- |
| Washington Spirit  | 2:1 n. V. (1:1, 1:0) | Chicago Red Stars      |
| Portland Thorns FC | 3:4 n. V. (2:2, 1:2) | Western New York Flash |

### Finale
Das Finale wurde am 9. Oktober 2016 im BBVA Compass Stadium in Houston ausgetragen. Wie in der Vorsaison wurde ein neutraler Ort bestimmt, in dem das Finale stattfand.
Bei seiner zweiten Finalteilnahme nach 2013 konnte sich Western New York zum ersten Mal den Titel sichern. Das Team setzte sich im Elfmeterschießen gegen Washington Spirit durch.
| Washington Spirit                         | Washington Spirit | Western New York Flash | Western New York Flash |
| ----------------------------------------- | --- | --- | ---------------------- |
| Washington Spirit                         | \| Finale \| \| 9. Oktober 2016 in Houston, Texas \| \| Ergebnis: 2:2 n. V. (1:1, 1:1), 2:3 i. E. \| \| Zuschauer: 8.255 \| \| Schiedsrichterin: Matthew Franz \| \| Spielbericht \|                                                                                      | \| Finale \| \| 9. Oktober 2016 in Houston, Texas \| \| Ergebnis: 2:2 n. V. (1:1, 1:1), 2:3 i. E. \| \| Zuschauer: 8.255 \| \| Schiedsrichterin: Matthew Franz \| \| Spielbericht \|                                                                 | Western New York Flash |
| Washington Spirit                         | Kelsey Wys – Alexandra Krieger, Megan Oyster, Shelina Zadorsky, Whitney Church – Caprice Dydasco (22. Alyssa Kleiner), Christine Nairn, Tori Huster, Estefanía Banini (80. Diana Matheson) – Francisca Ordega (112. Katie Stengel), Crystal Dunn Cheftrainer: Jim Gabarra | Sabrina D’Angelo – Abby Dahlkemper, Abby Erceg, Alanna Kennedy, Jaelene Hinkle – Elizabeth Eddy, McCall Zerboni (106. Kristen Hamilton), Samantha Mewis – Makenzy Doniak (80. Taylor Smith), Jessica McDonald, Lynn Williams Cheftrainer: Paul Riley | Western New York Flash |
| Washington Spirit                         | 1:0 Crystal Dunn (9.) 2:1 Crystal Dunn (91.) | 1:1 Samantha Mewis (14.) 2:2 Lynn Williams (120.+4’) | Western New York Flash |
| Washington Spirit                         | Elfmeterschießen | | Western New York Flash |
| Washington Spirit                         | Alexandra Krieger 1:2 Christine Nairn 2:2 Katie Stengel Tori Huster Diana Matheson | 0:1 Abby Dahlkemper 0:2 Jaelene Hinkle Jessica McDonald 2:3 Lynn Williams Samantha Mewis | Western New York Flash |
| Washington Spirit                         | Kelsey Wys | McCall Zerboni | Western New York Flash |
| Washington Spirit                         | Spieler des Spiels: Sabrina D’Angelo (Western New York Flash) | | Western New York Flash |
| Finale                                    | | |                        |
| 9. Oktober 2016 in Houston, Texas         | | |                        |
| Ergebnis: 2:2 n. V. (1:1, 1:1), 2:3 i. E. | | |                        |
| Zuschauer: 8.255                          | | |                        |
| Schiedsrichterin: Matthew Franz           | | |                        |
| Spielbericht                              | | |                        |

## Ehrungen
Die Wahl für die Auszeichnungen am Ende der regulären Saison erfolgte in einem zweistufigen Prozess durch die Franchisebesitzer, die General Manager und die Trainer, die Spielerinnen sowie ausgewählte Journalisten und – per Onlineabstimmung – die Fans.
|                                               | Preisträgerin                                               |
| --------------------------------------------- | ----------------------------------------------------------- |
| Erfolgreichste Torschützin (NWSL Golden Boot) | Lynn Williams, 11 Tore, 5 Vorlagen (Western New York Flash) |
| Rookie des Jahres                             | Raquel Rodríguez (Sky Blue FC)                              |
| Torhüterin des Jahres                         | Ashlyn Harris (Orlando Pride)                               |
| Trainer des Jahres                            | Mark Parsons (Portland Thorns FC)                           |
| Verteidigerin des Jahres                      | Lauren Barnes (Seattle Reign FC)                            |
| Wertvollste Spielerin (MVP)                   | Lynn Williams (Western New York Flash)                      |

| NWSL Best XI     | NWSL Best XI     | NWSL Best XI           | NWSL Best XI              | NWSL Best XI       | NWSL Best XI      | NWSL Best XI             |
| Position         | Best XI          | Best XI                | Best XI                   | Zweites Team       | Zweites Team      | Zweites Team             |
| ---------------- | ---------------- | ---------------------- | ------------------------- | ------------------ | ----------------- | ------------------------ |
| Tor              | Ashlyn Harris    | Orlando Pride          | 62 Paraden                | Alyssa Naeher      | Chicago Red Stars | 1,0 Gegentore im Schnitt |
| Abwehr           | Lauren Barnes    | Seattle Reign FC       | 1.775 Einsatzminuten      | Julie Johnston     | Chicago Red Stars | 1,0 Gegentore im Schnitt |
| Abwehr           | Arin Gilliland   | Chicago Red Stars      | 1,0 Gegentore im Schnitt  | Alexandra Krieger  | Washington Spirit | 1,05 Gegentore pro Spiel |
| Abwehr           | Emily Menges     | Portland Thorns FC     | 0,95 Gegentore im Schnitt | Christie Rampone   | Sky Blue FC       | 1.800 Einsatzminuten     |
| Abwehr           | Becky Sauerbrunn | FC Kansas City         | 1,0 Gegentore im Schnitt  | Casey Short        | Chicago Red Stars | 1.781 Einsatzminuten     |
| Mittelfeld       | Tobin Heath      | Portland Thorns FC     | 1 Tor, 10 Vorlagen        | Danielle Colaprico | Chicago Red Stars | 1 Tor, 2 Vorlagen        |
| Mittelfeld       | Allie Long       | Portland Thorns FC     | 6 Tore, 2 Vorlagen        | Vanessa DiBernardo | Chicago Red Stars | 7 Vorlagen               |
| Sturm/Mittelfeld | Jessica McDonald | Western New York Flash | 10 Tore, 7 Vorlagen       | Jessica Fishlock   | Seattle Reign FC  | 1 Tor, 4 Vorlagen        |
| Sturm/Mittelfeld | Kealia Ohai      | Houston Dash           | 11 Tore, 4 Vorlagen       | Kim Little         | Seattle Reign FC  | 6 Tore, 2 Vorlagen       |
| Sturm            | Christen Press   | Chicago Red Stars      | 8 Tore                    | Crystal Dunn       | Washington Spirit | 2 Tore, 5 Vorlagen       |
| Sturm            | Lynn Williams    | Western New York Flash | 11 Tore, 5 Vorlagen       | Shea Groom         | FC Kansas City    | 8 Tore                   |